# 최현 (축구인)
최현(崔炫, 1978년 11월 7일 ~ )은 대한민국의 전 축구 선수 출신 축구 지도자이다. 현역 시절 포지션은 골키퍼였다.

## 클럽 경력
부산광역시 출생으로 동아고등학교, 중앙대학교를 졸업하였다.
2001년 부천 SK에 입단하여 K리그에 데뷔하였다. 그 해 주전으로 뛰진 못했으나 다음해에 있을 한,일 월드컵 상비군,하계유니버시아드 대회 대표로 선발되기도 했다. 2002, 2003년부터 2년 동안 리그에서 40경기를 뛰었으나, 이후 부상으로 인해 2년 동안 단 한 차례의 리그 경기에도 뛰지 못했다. 2006년 부천 SK가 제주특별자치도로 연고 이전 후 구단 명칭을 변경한 제주 유나이티드에서 계속 활약하였고, 2년 동안 제주의 부주장을 맡으며 경기 출장도 다시 이어갔다 2008년 경남 FC로 이적하였지만, 리그 개막 직전 발목부상으로 인한 수술이 불가피한 상황이었기에 경남에서는 경기를 뛰지 못하였고, 그 해 부산 아이파크로 다시 이적하였다.
부산에서 이범영과의 치열한 주전 경쟁 끝에 2009 K-리그에서 부산의 주전 골키퍼로 도약했는데 1987년 프랜차이즈 제도가 처음 시행된 뒤  부산 지역 고등학교 출신 선수가 부산에서 단일시즌 2경기 이상 무실점 기록한 건 신범철이후 본인(최현)이 두 번째였다. 하지만 2010년 첫 경기를 뛰고 부상을 당해 한동안 나오지 못하였고 그로 인한 부상 후유증으로 그 해 경기를 치르지 못하였다.
결국 2011년 대전 시티즌으로 이적하였으며, 2012 시즌을 끝으로 은퇴하였다.

## 국가대표팀 경력
1996년 AFC U-19 축구 선수권 대회, 1997년 FIFA 세계 청소년 축구 선수권 대회, 1999년 하계 유니버시아드, 2000년 하계 올림픽 등 각종 청소년 대회의 최종 엔트리에 포함되어 참가하였다.

## 지도자 경력
2013년부터 포항 스틸러스의 U-18 유소년 팀인 포항제철고등학교 축구부의 GK 코치로 활동하였다. 2015 시즌 중반 이창원 감독이 대전 시티즌의 수석 코치로 선임되자, 후반기의 감독 대행을 맡아 포항제철고의 K리그 주니어 2015년 후기 리그 무패 우승 과 2015년 대교눈높이 왕중왕전을 우승으로 이끌었다
2017년부터는 연세대학교의 골키퍼 코치로 부임했다.
2020년 12월 28일 FC 서울의 골키퍼 코치로 부임했다.
2022년부터는 경남 FC 골키퍼 총괄로 부임하여 인재 양성을 하다가, 2023 시즌을 앞두고 부산 아이파크의 GK 코치로 부임하였다.

## 경력 목록

### 클럽 경력
- 2002년 ~ 2007년  부천 SK / 제주 유나이티드
- 2008년  경남 FC
- 2008년 ~ 2010년  부산 아이파크
- 2011년 ~ 2012년  대전 시티즌

## 수상 내역

### 개인
- 1999년 덴소컵대학선발 GK상 수상
- 2015년 대교눈높이 왕중왕전 최우수 지도자상